# 沙尾川战役
沙尾川战役是朝鲜停战协定簽署前的最後一場戰役，發生於1953年7月24日至26日，作戰雙方為联合国軍(主要是澳大利亚和美国的部队)与中国人民志愿军。随着板门店和谈接近尾声，中国人民志愿军一直急于在最后时刻取得对联合国军的胜利。戰役发生在联合国軍詹姆斯敦防线的一个被称为“钩子”（The Hook）的阵地上，負責守卫陣地的联合国軍成功擊退中国人民志愿军第137师的多次进攻，联合国軍的重炮等武器给中国人民志愿军造成了巨大伤亡。据估计，中国人民志愿军的伤亡人数在2000至3000人之间。仅仅在中国人民志愿军被擊退几个小时后，朝鲜停战协定签署，朝鮮战争結束。随后，對峙双方在72小时内向後撤退2公里，並形成寬度為4公里的朝韩非军事区。

## 战前背景

### 军事局势
1951年10月初的玛良山战役之后，第28英联邦旅在该月剩余时间内保持防御态势。 11月4日下午，经过激烈的战斗，中国人民志愿军（PVA）重新夺回了317号山，此时该山由国王亲王苏格兰边防军第一营占据，二等兵比尔·斯皮克曼因此获得了维多利亚十字勋章。此后，317号山一直处于志愿军控制之下，直到战争结束。 玛良山战役被认为是联合国在战术机动战中的最后一场战斗，随着和平谈判的展开，战斗逐渐演变成一种静态战争，战线以固定防御、战壕、掩体、巡逻、布线队和地雷区为特点，类似于1915年至1917年间的一战西线战场。防御工事的建设几乎立即开始，工事位于四面防御阵地内，互相交错的火力弧线开始形成，尽管由于炮火和迫击炮火力，白天的行动通常局限于反坡。 双方也开始巡逻和埋伏，防止对方控制无人区。 第1英联邦师，包括英国、澳大利亚、加拿大、新西兰和印度部队，随后占领了詹姆斯顿防线的一部分，该防线横贯朝鲜中部，延伸约250（160英里），位于美国第1军团的区域，位于美国第八军的左翼。 尽管如此，战争仍然非常血腥，英联邦师几乎在接下来的19个月里保持防线，除了两个月的时间。

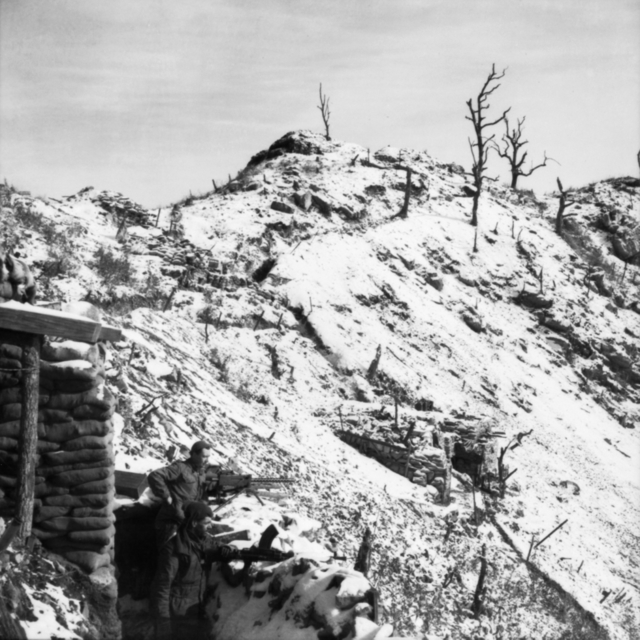
1953年1月3 RAR防线，詹姆斯顿防线，冬季

自1952年1月19日起，皇家澳大利亚团第3营（3 RAR）作为第28英联邦旅的一部分在詹姆斯顿防线防守，直到4月18日进入预备队，直到6月底仍待命。 与此同时，1952年初，澳大利亚政府同意应美国请求增加在朝鲜的部队，并派遣第二个步兵营加入自1950年9月以来一直在战斗的3 RAR。皇家澳大利亚团第1营（1 RAR）于1952年4月6日到达朝鲜，两个营组成第28英联邦旅，服从澳大利亚准将指挥。 该旅于6月30日重新投入战斗，1 RAR随即展开了14周的巡逻、伏击和袭击，直到第28英联邦旅于10月5日再次进入预备队。该旅于11月初返回詹姆斯顿防线，1 RAR接管了加拿大人占领的355号山防线。 澳大利亚部队随后不得不清理加拿大人遗留下来的大量垃圾，并修复和伪装最近遭到志愿军攻击的防御工事。 1 RAR实施了积极的巡逻计划，试图从志愿军手中夺回无人区，后者已在防线附近建立了藏匿点。经过数次大小达连的袭击，几处志愿军的前哨被摧毁。
1952年12月28日，3 RAR接管了355号山的防守，并一直坚守至1953年1月底，第1英联邦师进入预备队。 3月21日，1 RAR被2 RAR替换，结束了近12个月的战斗任务。 3月发生了激烈的战斗，志愿军在美国第1军团的防区发动了有限攻势，试图在冬季后重新夺回主动权。战斗主要集中在钩子山（当时由美国第2步兵师防守）、老秃山和猪排山（由美国第7步兵师防守）以及位于西部的美国第1海军陆战师防守的维加斯前哨战和内华达复合战斗地区。 和平谈判终于在4月6日于板门店恢复，并很快达成了交换伤病员战俘的协议。随后，作为小交换行动的一部分，648名联合国战俘和6,670名中国人民志愿军及朝鲜战俘于4月20日被遣返，其中包括五名澳大利亚士兵。 此时，战斗节奏有所放缓，恢复为冬季月份的局部袭击和侦察。 然而，在战争的最后三个月，中国人民志愿军发动了一系列攻势，直至签署停火协议。
1953年4月初，第1英联邦师返回了詹姆斯敦防线。 到那时，该师由英国军官迈克尔·韦斯特指挥，他于前一年9月接管了指挥权。 随后，第28英联邦旅占领了东北部区域。 159号山由澳大利亚皇家军团第2营（2 RAR）占领，从5月5日到6月16日；而澳大利亚皇家军团第3营（3 RAR）则在5月7日至27日期间守卫355号山；3 RAR随后于6月16日接替2 RAR，并一直守卫159号山直到7月10日。 与此同时，“钩”是第1英联邦师防线左翼的一个关键阵地，也是该师在詹姆斯敦防线最受威胁的区域。 该阵地由第29英军步兵旅防守，由一组山丘组成，位于萨米川河西侧，这些山丘俯瞰着位于南方约4公里处的临津江，并提供了对河流弯道的观察和火力支援。 如果失去“钩”，联合国军将不得不撤退约8公里，退到临津江以南高地的下一个可防守的防线。 因此，人民志愿军多次对其发起攻击，加拿大帕特里夏公主轻步兵团第1营（1st Battalion, Princess Patricia’s Canadian Light Infantry）于1952年3月底成功击退了第一次志愿军的进攻。 1美军海军陆战师在1952年10月的第一次钩战中防守该地区，黑表卫队团第1营于1952年11月再次防守，而惠灵顿公爵团第1营则在1953年5月的第三次钩战中进行了最激烈的战斗。

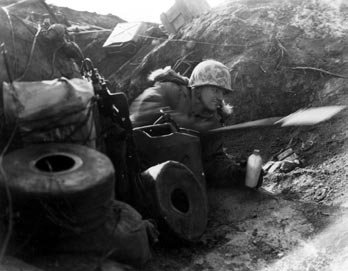
1953 年 3 月，一名美国海军陆战队员在争夺拉斯维加斯前哨站的战斗中

在西部战区，美军的前哨阵地如底特律、柏林、东柏林、雷诺、卡森、埃尔科和维加斯此前几个月被美军第1海军陆战师和土耳其旅激烈争夺，但到6月时，雷诺、埃尔科和维加斯的阵地已被人民志愿军占领。 前线随后恢复了通常的防守常规，但由于韩国总统李承晚单方面释放了25,000名反共的中国和朝鲜战俘，谈判暂时中断，人民志愿军于6月24日发起了大规模的进攻。 志愿军集中攻击位于东部和中部的韩国陆军（ROK）各师，发起了一次新的进攻，试图迫使韩国领导人达成协议。 直到月底，战斗仍在继续，志愿军陆续驱逐了在美军第九军团和美军第1军团战区的韩国第9师与第1师的部分兵力。
到7月初，人民志愿军在韩国第二军和美军第10军团战区发起了大规模进攻。美军和韩国军队随后进行了多次反击，试图夺回失地，但成果有限。7月6日，志愿军对美军第7师在猪排山的阵地发起进攻，并成功占领了山顶。美军随后增援并进行了反击，但依然未能成功。9日，志愿军再次发动进攻，美军再次反击，但双方都未能占据明显优势。次日，志愿军发起了数次连队级和营级的进攻，但均被击退。由于美军不愿再为有限的战术成果承受更多伤亡，他们于7月11日撤离了猪排山。

## 序幕

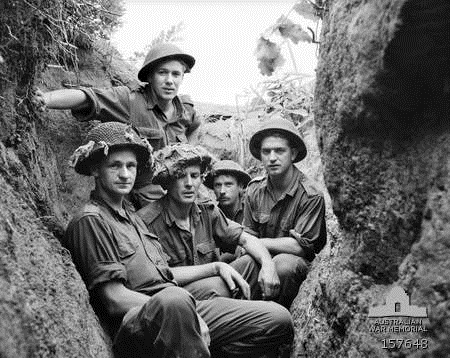
来自 2 RAR 的士兵，1953 年 6 月

1953年7月初，和平谈判重新开始，李承晚的立场显然有所软化，但这反而成为了志愿军发起最后一轮进攻的动力，因为他们既希望进一步影响谈判，又想改善防御阵地。 7月14日，五个志愿军的部队在金松突出部周围攻击了六个韩国师。 到7月20日，韩国首都师和大部分韩国第3师几乎被摧毁，尽管经过两年的美国训练，仍暴露出严重的弱点。 韩国军队撤退，联合国防线被突破了9.7公里。 只有美国的干预才扭转了局势，最终需要九个韩国和美军师来遏制志愿军的进攻并夺回部分失地。 在韩国第二军的反击后，一条新的防线在金松河以南建立。 与此同时，志愿军第19集团军发起了一系列对美军第一军团的有限进攻，第46集团军从7月7日至27日对美军第一海军陆战师的前哨阵地发起攻击。 尽管志愿军遭受了严重损失，并且仅仅取得了暂时的成果，他们依然付出了超过28,000人的伤亡。
7月的第二周，韦斯特重新调整了他的旅，允许第29英军步兵旅在第1英联邦师的中央战区休整。第28英联邦旅在澳大利亚军官约翰·威尔顿准将的指挥下，于1953年7月9日至10日接管了“钩”阵地，该阵地位于师的左翼，防御情况已经严重受损。 该旅是师中最强的，包含了两支澳大利亚团——澳大利亚皇家军团第2营（2 RAR）和澳大利亚皇家军团第3营（3 RAR）——以及两支英国团——达勒姆轻步兵团第1营（1 DLI）和第1皇家炮兵团（1 RF），并有炮兵和装甲部队直接支持。 其中包括第16新西兰皇家炮兵团]]（16 RNZA）和英国皇家坦克团第1营的C中队，装备有百夫长坦克。 随后，第25加拿大步兵旅接管了右侧355号山和159号山的暴露阵地。 韩国第1师则在第1英联邦师的右翼防守，而美军第1海军陆战师在兰道夫·佩特少将的指挥下，于7月7日至8日接管了内华达复合阵地。 在美军右侧，由格伦·C·芬克上校指挥的第7海军陆战团占领了一条线性防线，前方有两个营，后方一个营。 第5海军陆战团占领了中央战区，而第1海军陆战团则在后方作为师的预备队。间接火力由第11海军陆战团提供支援。 与此同时，到1953年5月，志愿军第1、第46、第63、第64和第65军在第19军集团的指挥下，已经在美军第一军团阵线作战，指挥官为黄永胜。
威尔顿将较强的澳大利亚团部署到前线，澳大利亚皇家团第2营（2 RAR）占据了“钩”阵地左侧的前沿阵地，而澳大利亚皇家团第3营（3 RAR）则部署在右侧，俯瞰萨米川。萨米川对岸由第1达勒姆轻步兵团（1 DLI）占领，而第1皇家炮兵团（1 RF）则作为预备队部署，准备应对敌军突破。 澳大利亚皇家军团第2营由乔治·拉金上校指挥，澳大利亚皇家军团第3营则由亚瑟·麦克唐纳上校指挥。 拉金将澳大利亚皇家军团第2营部署成三个前沿连队，一个后方预备队，准备进行反击。在中间，“钩”阵地由B连占领，C连守住左侧，A连占据右侧，D连作为预备队。 麦克唐纳将澳大利亚皇家团第3营部署成两个前沿连队和两个后备连队。A连占据146号山，该山位于与澳大利亚皇家军团第2营的边界处，B连则守住山脊的东南端，C连和D连则作为预备队。 英国百夫长坦克也被部署到前线，支援澳大利亚部队。 在“钩”阵地上对抗澳大利亚部队的是人民志愿军第137师、第46军，这些部队自1953年2月起便在此防线作战，指挥官为程登志。

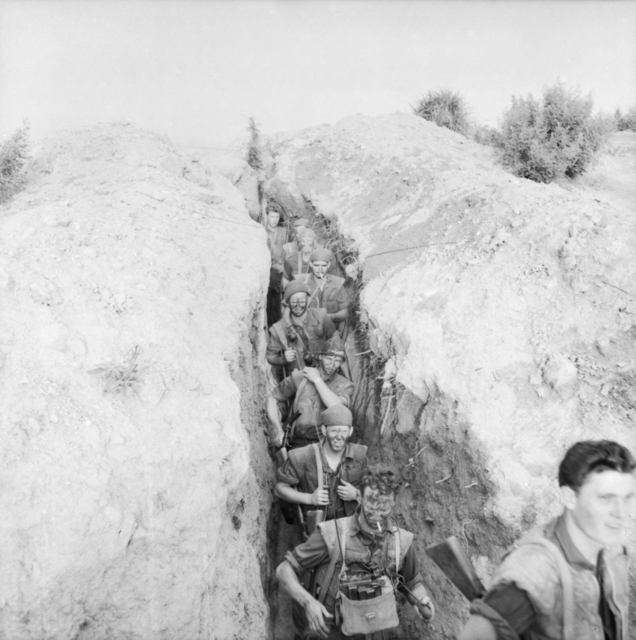
3 RAR 夜间战斗巡逻队沿通信壕沟行进，1953 年 7 月。

澳大利亚军队所占据的位置在5月和6月的志愿军进攻和炮击中严重受损，最近的降雨也导致一些战壕倒塌，并削弱了许多铁丝网障碍物。 然而，由加拿大人于前冬挖掘的广泛隧道系统依然完好无损，为防守提供了一定的保护。 澳大利亚军队立即开始修复防线并重新控制无人区，进行了积极的巡逻，与人民志愿军的巡逻队发生了多次冲突，同时也承受了沉重的炮击。 白天气温炎热且潮湿，使得掩体内的环境变得极为不适，而到了晚上，防守人员则忙于挖掘、布线和布设地雷。 志愿军将大部分注意力集中在美国第7海军陆战团上，这个团在接替了土耳其旅的阵地后，占据了位于澳大利亚皇家团第2营（2 RAR）西南的阵地，因此澳大利亚部队有了一些准备的时间。 7月11日，志愿军轻型迫击炮袭击了澳大利亚皇家团第2营，其中一名澳大利亚皇家团第3营的士兵在被观察到沿山脊线行进时，被一发76毫米炮弹当场击毙，距离澳大利亚防线不到200米。随后，澳大利亚狙击手击毁了该炮兵阵地。
澳大利亚军队继续巡逻，防止志愿军骚扰他们的前沿阵地。在7月15日至16日、21日至22日、22日至23日、23日至24日的几个晚上，发生了小规模的冲突，这表明人民志愿军可能正在准备一次大规模进攻。 空中侦察随后发现，志愿军的部队和物资正在金松河以西集结。为此，澳大利亚军队和海军陆战队加紧了防御准备，同时，和平谈判的停火传闻开始在部队中流传。 尽管如此，志愿军的骚扰性炮击和迫击炮火力愈发强烈，给澳大利亚军队造成了持续的伤亡。7月19日至20日夜间，志愿军的猛烈炮击袭击了121号山和“钩”阵地，超过300发炮弹造成了第2澳大利亚皇家团C连四名士兵受伤，并进一步破坏了防线。 当晚，海军陆战队被驱逐出柏林和东柏林阵地，暴露了“钩”阵地，使其成为一个突出部。 然而，7月21日，志愿军预期的进攻在第5海军陆战团防区没有发生，而在美军第1海军陆战师前线对志愿军的观察也有所减少，战斗进入了短暂的平静期。
7月22日，澳大利亚皇家军团第2营的B连在“钩”阵地由D连接替，并随后进入了预备队。 次日，随着停火协议被认为即将签署，威尔顿准将将巡逻限制为仅对前沿阵地安全至关重要的行动。部队中迅速传开了停火协议将在7月26日签署的谣言。 然而，到7月24日，志愿军的炮击再次加强，同时，澳大利亚军队在前沿阵地上越来越频繁地看到志愿军的步兵。 与此同时，美国海军陆战队也报告了类似的志愿军集结情况。 由于志愿军急于在停战前获得最后一场胜利，并且占领“钩”阵地将为签署停战协议后的一方提供战术优势，志愿军随后发起了两次对澳大利亚皇家军团第2营和美国第7海军陆战团的同时进攻，分别在7月24日至25日和7月25日至26日的夜间进行。

## 經過

### 第一次夜间战斗，1953年7月24日至25日
在7月24日的夜晚，一支由50人组成的志愿军部队在天黑后试探性地进攻了澳大利亚皇家军团第2营（2 RAR）的前沿哨所，攻击了121号山上的C连，并包围了左翼的一个掩体，而海军陆战队也在左翼发生了类似的接触。 随后，澳大利亚皇家军团第2营D连的一支前方站岗巡逻队与志愿军的侦察部队发生了激烈冲突，造成五名士兵受伤，但他们成功指引坦克和炮火摧毁了敌人的进攻。 在这之前，人民志愿军通过猛烈的炮火和迫击炮火力轰击了第2澳大利亚皇家团的C连、D连及其迫击炮排。晚上20:50，人民志愿军发起了波次进攻，穿插在第2澳大利亚皇家团C连和最近的海军陆战队第111号山阵地之间，尽管遭遇了倾盆大雨，敌人最终被击退。23:25的第二次进攻再次被反击，并在接近铁丝网时由于激烈的手榴弹和步兵火力而失利，进攻的失败主要归因于防守方猛烈的炮火。 整个夜晚，超过2000发志愿军的炮弹和迫击炮弹落在澳大利亚的阵地上。 夜间的进攻导致两名澳大利亚士兵阵亡，14人受伤，这次进攻被后来估计为一支最多达4000人的人民志愿军团发起的。 防守人员浑身湿透且筋疲力尽，但他们依然坚守阵地。 尽管志愿军对澳大利亚阵地的进攻相当猛烈，但他们的主要目标是位于第111号山以西500米的第119号山，这一美国防线的重点阵地被第7海军陆战团占据。
志愿军对“卵石城”（Boulder City）阵地的进攻始于19:30，先通过迫击炮和炮火进行准备射击。10分钟后，观察到志愿军在柏林阵地西北的集结，随即被美国炮兵火力轰击。20:30，人民志愿军试探了由第7海军陆战团第3营防守的右翼阵地，首先攻击了第111号山，然后是卵石城。 经过前进渗透，志愿军趁着炮火掩护，迅速潜伏在美国阵地前方的稻田中，在炮火暂停后发动进攻。 这次进攻恰逢由威廉·M·尼尔森上校指挥的第1海军陆战团正在进行换防，他们暂时突破了美国第111号山阵地的防线。 然而，人民志愿军的主攻方向仍然是卵石城，两支营成功占领了美国阵地的一部分。此时，志愿军威胁切断驻守第119号山的G连（第1海军陆战团第3营）的后路，反复进攻该连左翼的柏林门和右翼的东柏林门。尽管海军陆战队得到了强大的迫击炮、炮火和坦克支援，但由于天气原因，夜间没有侦察机出动，限制了间接火力的有效性。
为了支援第111号山的海军陆战队，威尔顿指挥官于21:10命令第1DLI的一个连占据第2澳大利亚皇家团左侧的预备阵地，并在第1海军陆战师后方待命，直到晚上结束。 第3澳大利亚皇家团的预备连也随时准备应对任何紧急情况。 美国海军陆战队最终通过炮火击退了人民志愿军的进攻，但在此之前，他们不得不放弃了一些前沿阵地。 由于这次进攻很可能只是一个诱饵，21:20时，大部分人民志愿军开始撤退。 与此同时，第119号山上的战斗依然在继续。 美国阵地在21:00遭遇了一次猛烈的炮击，紧接着两支志愿军连队发起的第二次进攻突破了海军陆战队的防线。 在前沿战壕中展开了近距离肉搏战，战斗中G连的兵力减少了一半，弹药也开始短缺。 在巨大的压力下，到午夜时，美国海军陆战队被迫退到反坡上，后方的第3澳大利亚皇家团阵地也暴露出来，人民志愿军的前沿部队距离该阵地仅1200米，几乎被包围，阵地岌岌可危。 00:15，第3营第1海军陆战团I连接到增援卵石城的命令，但在接近第119号山时，志愿军截获了加密电报并调整炮火，造成海军陆战队伤亡。为此，第11海军陆战炮兵团进行了强烈的反炮火打击。

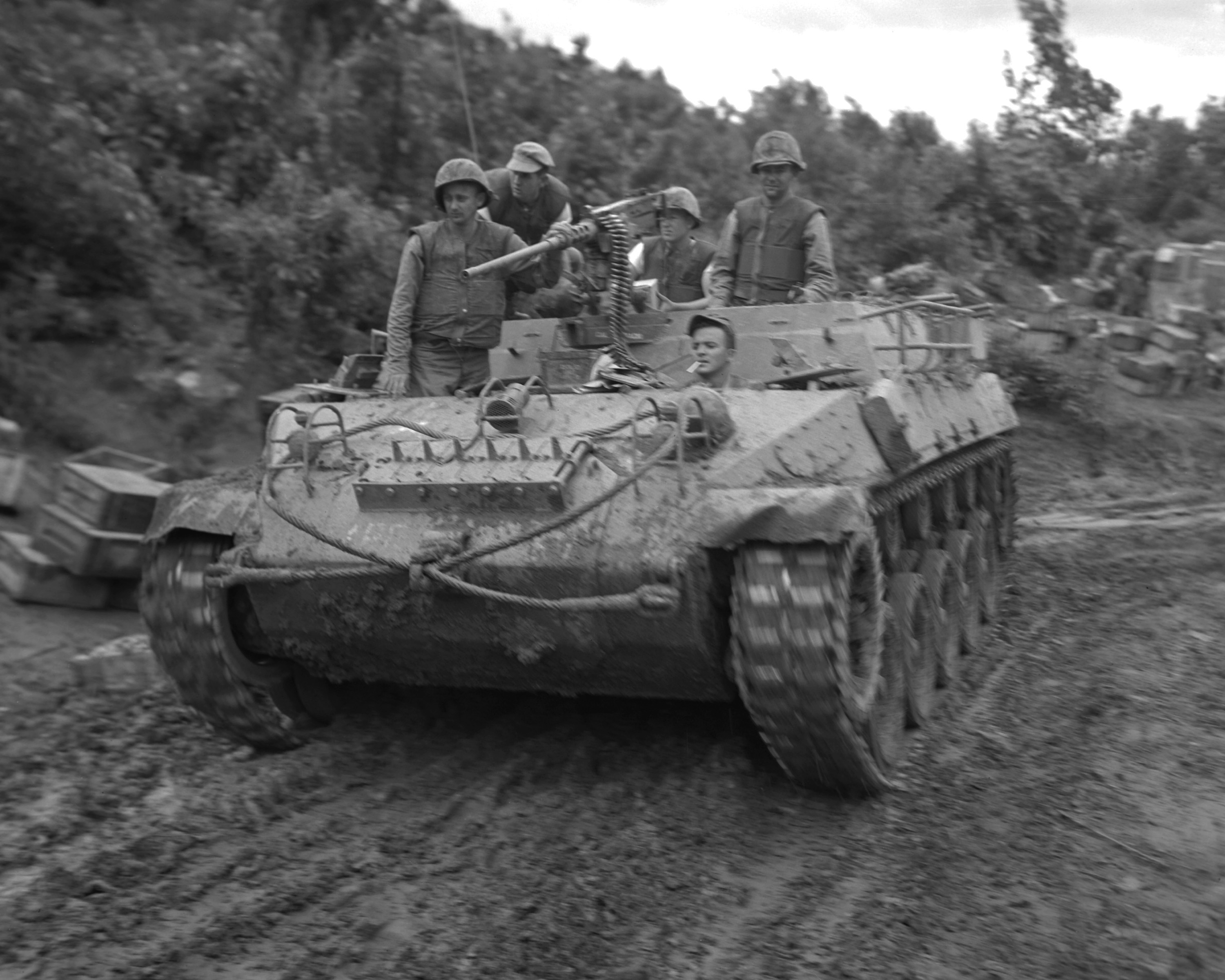
1953 年 7 月 25 日，在对 111 号高地（又称 "巨石城"）的攻击中，一辆美军M39 多用途装甲车协助美国海军陆战队员搬运伤员。

志愿军还在中部区域发起了几次进攻，第5海军陆战团在哈维·C·奇尔吉上校指挥下防守。 21:15开始，人民志愿军接连袭击了该团右翼的哨所，随后，来自第408团的加强连集中进攻由海军陆战队H连防守的埃斯特哨所。经过激烈的战斗，双方都得到了增援。到天亮时，人民志愿军已经占领了前沿战壕的一部分，并通过间接火力和巡逻封锁了哨所，渗透到了后方阵地与主防线之间；尽管如此，美国海军陆战队依然控制了后方战壕，并在重新组织防线后成功阻止了进攻。 在激烈防守下，美国海军陆战队利用火焰喷射器、机枪和迫击炮，并在M46巴顿坦克和炮火支援下，经过数小时的战斗，终于击退了人民志愿军的进攻。人民志愿军投入的一个营最终被逐步打散，到06:40时，美国海军陆战队报告称埃斯特哨所安全。夜间，共有超过4000发炮弹和迫击炮弹落在埃斯特阵地上；美国海军陆战队的伤亡包括12人阵亡、35人受伤，而志愿军的伤亡则包括85人阵亡，110人可能阵亡，250人受伤。
在第七海军陆战团的防区，重型炮击、步枪火力和白刃战持续到7月25日清晨。志愿军步兵成功突破并占领了前沿山坡的大部分壕沟线，甚至一度暂时占领了山顶。 到01:30，3/1海军陆战团G和I连发起了快速反攻，到03:30，美军防线重新建立并得到了增援。到05:30，海军陆战队成功控制了119山，尽管零星的中国军队仍然存在于前沿山坡，而其他志愿军则试图增援左翼。 7月25日清晨，111山的战斗也仍在继续，04:00时再次爆发激烈的战斗；到05:30，该位置也被美军控制。 四辆M46巴顿坦克在Boulder City散布了中国志愿军的集中阵地，使用高爆弹和机枪火力，随后海军陆战队的步兵突击队用火焰喷射器和3.5英寸火箭发射器清除了中国军队占据的前哨工事。 总共超过3000名中国志愿军在7月24日至25日的夜间对1海军陆战师的防线发起了进攻。
整晚，11海军陆战炮兵团与其指挥下的10个炮兵营都在猛烈交战，发射了总计23,725发炮弹，其中包括美军第25步兵师炮兵、美国第一军炮兵和第1英联邦师炮兵的炮火。 防御方的间接火力极为强大，整个第1英联邦师炮兵（80门炮）也在战斗中投入了支援，支援了澳大利亚第2皇家澳大利亚团（2 RAR）在121山上的防线，以及美军在其左翼的防线，防守111山和Boulder City。 在当时限制海军陆战队使用弹药的情况下，英联邦部队的火力支援尤其显得至关重要，英国和新西兰的25磅野战炮的炮火发挥了巨大的作用。新西兰皇家炮兵第16营的一名联络官也在战斗中前往海军陆战队的炮兵团与他们建立联系。在那个晚上，英联邦炮兵发射了超过13,000发炮弹，密集的防御火力对进攻的中国志愿军步兵造成了毁灭性的打击。这些炮火还有效地遏制了志愿军对121山的进攻，这也导致了一些澳大利亚步兵的沮丧，他们后来表示，由于新西兰炮兵准确的火力，他们未能与敌人直接接触。
在战斗前，2 RAR中型机枪排的一部分被部署在美军防线内，靠近111山，为海军陆战队和澳大利亚阵地之间提供掩护火力。 在布赖恩·库珀中士的指挥下，他们很快陷入了激烈的战斗，使用维克斯机枪支援澳大利亚的防线，并自卫反击中国志愿军的主力进攻，该进攻集中在海军陆战队阵地。 期间，三名澳大利亚兵员受伤，但机枪手们继续支援射击，同时其他队员抵御了来自左翼的志愿军进攻。 最终，志愿军未能将他们赶走，澳大利亚人甚至在美军撤退时，继续支援火炮对他们自身阵地的打击，以防止被中国军队突破。 当黎明来临时，澳大利亚机枪手阵地前堆满了中国士兵的尸体。 当海军陆战队清除志愿军残兵时，澳大利亚人曾尝试引诱一名中国士兵从掩体中出来，但他抵抗，最终他们不得不用手榴弹将其击毙。 库珀因其领导能力被授予军事勋章，澳大利亚人的顽强防守有助于打破了志愿军的进攻，曾一度威胁要压制海军陆战队阵地。 然而，仍有大量中国军队残留，继续占领若干掩体和壕沟，直到第二天下午海军陆战队才将其完全清除。

### 第二个夜晚，1953年7月25/26日

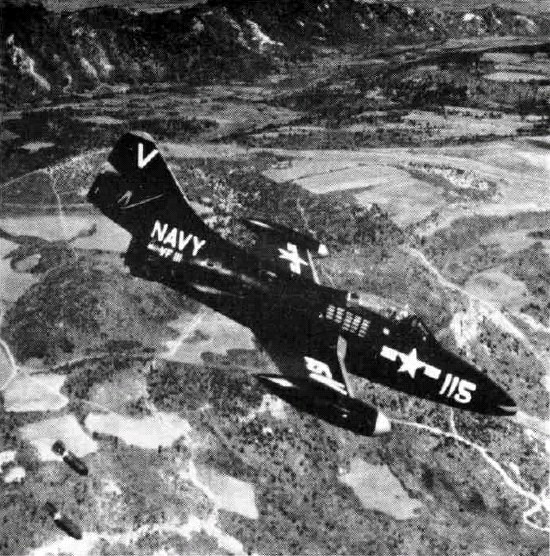
一架美军海军F9F猎鹰战斗机飞行在朝鲜上空，类似于在三池渊河战斗中使用的飞机

1953年7月25日早上08:20，中国人民志愿军再次以连队规模向119山上的海军陆战队发起进攻，但很快被美军的炮火和迫击炮火力击退，造成了重大损失；小规模的冲突持续了一整天。尽管没有对111山进行大规模进攻，但11:00时，志愿军对该阵地进行了猛烈的炮击。F9F猎鹰战斗机整日为海军陆战队提供空中支援，而美军坦克继续支援在111山和Boulder City的防守阵地。最终，在13:35，海军陆战队将最后一批志愿军步兵驱逐出Boulder City的前沿山坡。美国估计志愿军伤亡为75人阵亡，425人受伤。 志愿军继续对美军阵地进行猛烈的炮击，到了下午晚些时候，已有13,500发迫击炮和炮弹落在第七海军陆战团控制的防区。美军则进行了大量反炮兵任务，共发射了36,794发炮弹。第七海军陆战团的增援在当天持续进行。 与此同时，澳大利亚在钩形阵地上的防线也遭到了持续炮击，迫使许多防守者进入地下隧道网络，这些隧道当时正在新西兰工兵的协助下扩展。
澳大利亚人意识到，前一夜他们只是面对了一系列的侦察性进攻，而不是一次重大攻击，因此这些行动可能是为更重的进攻做准备，于是他们准备了坚决的防守，并将预备队调到阻挡阵地以加强前沿防线。 防守者在持续的炮火和骚扰火力中坚持了下来，夜幕降临后，钩形阵地再次遭到志愿军的侦察，这次是约20名志愿军进行的进攻。21:00时，澳大利亚D连的巡逻队与这些敌人发生交火，迫使其撤退，留下1名阵亡，澳大利亚人则有1人阵亡，1人受伤。 到了21:20，志愿军的火力更加密集，紧接着对119山上的海军陆战队发起了猛烈攻击。 从21:30开始，1海军陆战师和7海军陆战团的部分部队遭到两支志愿军连队的攻击。 美军第一军的炮兵进行了强烈反击，志愿军被迫撤退。 到了23:00，志愿军的炮火强度提升至每分钟30发，15分钟后，志愿军步兵对海军陆战队的111山左翼和Boulder City发起了又一次猛烈进攻。 澳大利亚阵地当晚没有直接受到攻击，尽管C连间歇性地在无人区与志愿军进行远程交火，以支援美军。 和前一夜一样，3皇家澳大利亚团没有遭到攻击。整晚，志愿军共向2 RAR阵地发射了超过4,200发迫击炮和炮弹，造成三名澳大利亚人阵亡，九人受伤。

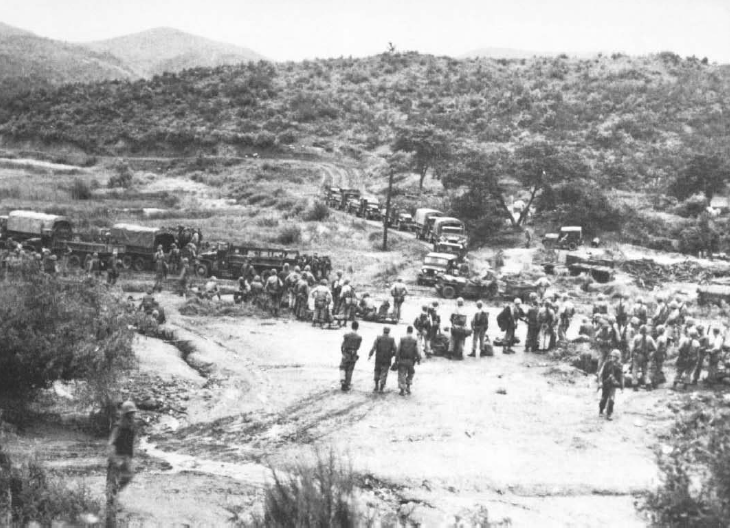
1953年7月，美国海军陆战队在Boulder City附近接受补给

相较之下，美国海军陆战队遭遇了更为激烈的战斗，交战持续了一个多小时，直到他们成功击退了攻击并发动了反攻。位于111山上的澳大利亚阵地与2 RAR的C连（位于121山）的阵地之间的一个澳大利亚碉堡，也成为了激烈战斗的焦点，因为志愿军利用两者之间未防守的空隙发起了进攻。该碉堡仅由六名澳大利亚士兵在兰斯下士肯尼斯·克罗克福德的指挥下守卫，于23:40时被志愿军从多个方向攻击。在惨烈的近战中，人数不足的澳大利亚小队成功击退了志愿军，并阻止了他们的进一步进攻。随后，他们调动了炮火支援，破坏了随后的攻击。
在7月26日凌晨，志愿军再次对111山和119山发起试探性攻击，短暂占领了美军的部分战壕。从01:30至03:00，激烈的战斗持续进行，直到美军成功将志愿军从阵地上驱逐出去。与此同时，威尔顿命令3 RAR的D连向B连2 RAR的后方移动，必要时为美军提供支援，并将1 DLI的A连置于五分钟警戒状态，准备占领另一个阻击阵地。美军的伤亡为19人阵亡，125人受伤，而志愿军的伤亡估计为30人死亡，另有84人确认死亡，310人受伤。
2 RAR机枪排在111山上再次遭遇重压，造成五人重伤。志愿军在山顶建立了一个炮兵前方观察员阵地，这也导致美军的伤亡特别严重。八名重伤的美军士兵随后被通过2 RAR转移至紧急治疗。接下来两小时内，双方继续交换小武器火力，直到03:00左右战斗才逐渐平息，美军最终将志愿军赶走。3 RAR的D连随后被解放，返回主防线。
澳大利亚哨兵在整个夜间成功坚守阵地，第二天早晨，他们发现有35具志愿军尸体散布在其阵地周围。在战斗中，克罗克福德多次暴露自己于志愿军火力之下，甚至曾穿越无人区向美军指挥所报告战况，最终因其英勇表现被授予军事勋章。天亮时，唯一可见的活动是志愿军的担架队正在收集他们的伤员，澳大利亚方面允许他们无干扰地进行撤离。在美军第一师的防区内，战斗也已停止，少量志愿军尝试加固阵地，并与美军展开了零星的步枪和机枪交火。

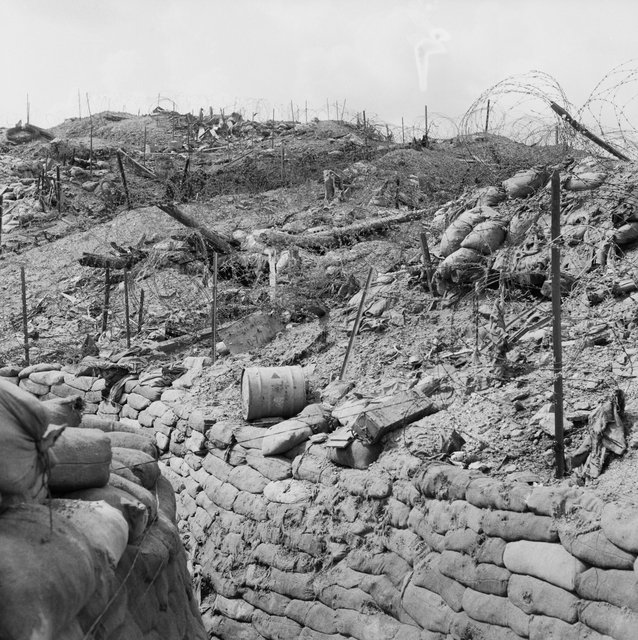
受损的澳大利亚阵地

与第一次夜战类似，间接火力再次在防守中发挥了关键作用，新西兰炮兵为澳大利亚和美军提供了支援，炮击数量达到5,700发（占师级总数9,500发）。新西兰第16炮兵营被迫从东侧阵地，以最小的山脊掩护，使用25磅炮向进攻的志愿军提供有效火力。通过使用可变时间引信和定时引信，新西兰炮兵利用空爆炮弹有效打乱了志愿军的进攻，造成了重大伤亡。尽管存在造成自己军队伤亡的风险，澳大利亚军队并未遭遇严重伤亡，唯一的例外是一名士兵因炮弹爆炸而肩部骨折。C连的60毫米迫击炮也为战斗提供了火力支援，尽管炮兵阵地暴露在敌火下，且没有任何保护，迫击炮还提供了战场照明，帮助澳大利亚步兵和机枪手对穿越2 RAR前线的志愿军进行精准打击。在这场战斗中，志愿军遭受了重创，单在111山前方，就有超过300具尸体被发现。第二天，澳大利亚军队观察到一队志愿军伤员正穿越稻田撤退。后来，一小股20名志愿军企图撤离，但被2 RAR反坦克排发现并打击，至少造成六人伤亡。在第一海军陆战师的防区内，PVA的炮击继续间歇性发生，直到13:30，第1海军陆战团接管了右翼防区的作战控制。

## 战后

### 死伤
这场战斗展示了集中炮火的威力，以及步兵在面对现代火力时，群体攻击的浪费。 数百具志愿军的尸体散落在联合国阵地前，山谷底部“几乎被死去的中国人覆盖”。威尔顿后来回忆说，在“2 RAR阵地的前沿，尸体几乎铺满了地面，有时堆积两层”。 后来，根据联合国来源的估计，志愿军的伤亡人数大约为2,000到3,000人，其中大多数是新西兰炮兵造成的伤亡。 然而，根据中国来源的资料，志愿军第46军在从6月24日到7月27日之间的所有战斗中的总伤亡人数仅为886人。“人民解放军历史” 第六卷，第209页 至少有九个志愿军营被认为参与了此次进攻。 从7月24日至26日的战斗中，澳大利亚方面有5人阵亡，24人受伤，而在之前的两周内，在钩形阵地上，2 RAR已经损失了17名阵亡和31名受伤士兵。 这场战斗直至最后时刻才结束，作为战斗激烈程度的见证，皇家澳大利亚军团随后被授予了“沙尾川”战斗荣誉。 许多澳大利亚士兵因其英勇表现而获得了勋章。 新西兰炮兵在阻止志愿军进攻方面发挥了至关重要的作用，在这几次最后的行动中，16号新西兰皇家炮兵团的163号炮兵连指挥官——詹姆斯·斯彭斯少校——前移至阵地前沿，有效地协调了其炮兵的间接火力。斯彭斯随后被授予了军事十字勋章，而他的战术小组成员、炮手亚瑟·博尔顿则后来在军报中获特别提及。 总的来说，在这三晚的战斗中，英联邦师级炮兵共发射了超过23,000发炮弹。

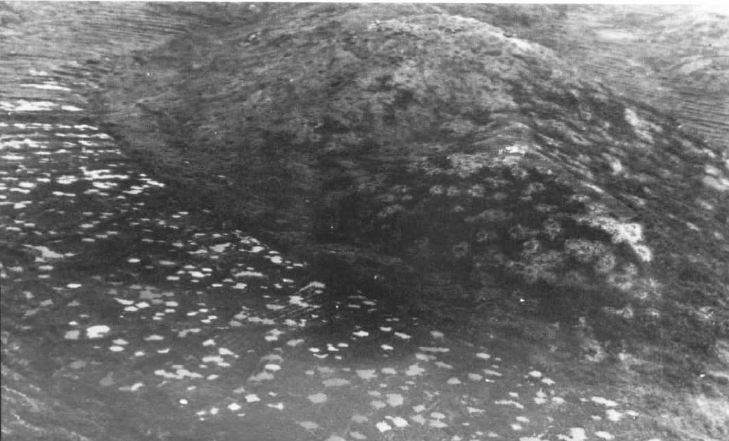
1953年7月，围绕波尔德市的战斗痕迹地形的空中视角。

在战争的最后一个月，中央和东部战线爆发了激烈的战斗， 然而，在英联邦防区内，唯一的志愿军进攻发生在7月24日至25日和25日至26日夜间，2 RAR守卫的钩形阵地。此次进攻是对第1海军陆战师的更大规模进攻的一部分，对澳大利亚军队的攻击只是分散进攻。 英联邦第一师的情报人员认为，志愿军试图突破到临津江沿线，通过师级边界转动第1海军陆战师的侧翼，但在师级炮兵的精密间接火力和英国坦克的支援下，2 RAR成功地挫败了这两次进攻。 与此同时，海军陆战队承受了一个师级进攻的主攻，成功抵挡了志愿军的进攻，在两天的战斗中损失了43名阵亡和316名受伤；7月期间海军陆战队的总伤亡为181人阵亡，1,430人受伤。 随着中国方面在停火协议签署前决心争取局部领土优势，联合国指挥部在战争最后三个月中共计伤亡65,000人，而志愿军的伤亡至少为135,000人。

### 随后行动
7月26日，威尔顿命令彼得·杰弗里斯中校准备由1 DLI发起反攻，以收复前一夜失去的部分阵地，但由于准备炮火未能清除志愿军的防线，进攻被取消。 随后，志愿军于7月26日至27日夜间再次对119号山的海军陆战队发起进攻，但此次进攻的力度远不如前几夜，且很容易被击退。 在最后一次企图占领波尔德市的行动中，21:30时，一支志愿军排发起了对119号山铁丝网的进攻，那里由E公司，1海军陆战团第2营防守。午夜刚过，另一支志愿军排级进攻也被海军陆战队击退。00:45时，一支志愿军排在111号山对海军陆战队发起侦察攻击，但经过一个小时二十分钟后，进攻也被制止。 与此同时，尽管在111号山附近发生了冲突，澳大利亚方面没有再发生伤亡。 《朝鲜停战协议》于7月27日10:00签署，停火于22:00生效。 零星的战斗持续进行，新西兰炮兵进行了几次反炮兵任务，打击了几门PVA炮。英联邦师级炮兵在当天共发射了1,300发炮弹；到了傍晚，前线大部分区域已经安静。 在战争的最后四小时内，志愿军向美军第八集团军阵地发射了44,000发炮弹，但没有对英联邦第一师发动攻击。 没有进一步的进攻发生，停火于22:00生效。 第二天，双方一些士兵走向无人区交换问候，尽管相对较少的澳大利亚士兵参与其中，海军陆战队则接到命令，不得与中国军队交往或沟通。

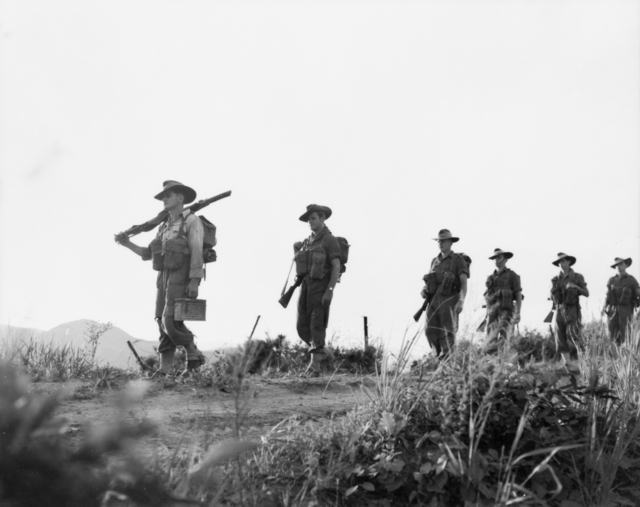
2 RAR撤退至朝鲜非军事区，停火72小时后

战争结束后，双方在72小时内撤退2（1.2英里），以便建立4-（2.5-英里）的朝鲜非军事区， 并开始紧急撤离前沿阵地。 在8月和9月，英联邦第一师的工兵开始清理雷区，并拆除许多他们曾经防守的阵地和战地防御工事，同时在后方建立新的战斗阵地。 全线战区发生了类似的清理工作。 与此同时，根据协议，所有愿意遣返的战俘都将被送回，12,773名联合国和75,000名中国及朝鲜战俘在此期间进行了战俘交换，其中包括21名澳大利亚人和1名新西兰人。 随后的时期相对平静，但联合国部队仍需保持战斗准备，并能迅速应对北朝鲜违反停火协议的情况。1954年4月，2 RAR返回澳大利亚，由1 RAR接替，1 RAR在韩国驻扎直到1956年3月。1954年9月，3 RAR在韩国连续服役四年后，终于返回澳大利亚，此前还在日本驻扎了五年。 英联邦部队一直驻扎在朝鲜，直到1957年8月才最终撤离。 与此同时，最后的志愿军部队直到1958年才离开朝鲜

## 註解
1. ↑  此役中，推测中国军队伤亡为250人阵亡，800人受伤。[19]
2. ↑  1950年代的中国军队没有军衔，只有“指挥官”或“政治委员”这一职称。
3. ↑  在中国军事术语中，“军”指的是“军团”，“军集团”则指“野战军”。
4. ↑  根据澳大利亚官方历史，志愿军第47集团军曾防守第1英联邦师，接替了第39集团军，后者于1952年10月末撤出前线。官方中国记录表明，第47军于1953年5月被调离前线，改为预备役。[42][37]
5. ↑  中尉P.O.G.福布斯被授予军事十字勋章，军士B.C.库珀、下士T.W.麦圭尔、下士K.H.克罗克福德、列兵G.E.肯特和列兵J.M.麦考利夫被授予军事勋章。中尉C.A.C.威尔逊、下士K.J.库珀和下士K.G.康顿在军报中获特别提及，而二等军士L.E.摩尔则被授予了英国帝国勋章会员勋位。[70]
6. ↑  美国方面估计，在7月的第1海军陆战师战区的战斗中，PVA损失了405人阵亡，761人死亡，1,988人受伤，1人被俘。[77]
7. ↑  此数字不包括1953年4月通过小交换行动遣返的病伤战俘，其中包括五名病伤的澳大利亚人。[8]

### 引用
1. ↑  胡光正 & 马善营（1987年），第208页
2. 1 2  Kuring 2004，第240頁.
3. 1 2  Horner 2008，第73頁.
4. ↑  O’Neill 1985，第201頁.
5. 1 2 3  Horner 2008，第74頁.
6. 1 2 3 4 5 6 7 8 9  Kuring 2004，第243頁.
7. ↑  Hermes 1992，第392–394頁.
8. 1 2  O’Neill 1985，第538頁.
9. ↑  Hermes 1992，第415頁.
10. ↑  Hermes 1992，第459頁.
11. ↑  Odgers 2000，第143頁.
12. ↑  Johnston 2003，第283頁.
13. ↑  O’Neill 1985，第216頁.
14. ↑  O’Neill 1985，第268頁.
15. 1 2 3  Horner 2005，第154頁.
16. 1 2 3  Kuring 2004，第244頁.
17. ↑  Johnston 2003，第249頁.
18. 1 2 3 4 5  Horner 2008，第78頁.
19. 1 2 3 4 5  O’Neill 1985，第275頁.
20. 1 2 3 4 5  O’Neill 1985，第276頁.
21. 1 2 3 4  Johnston 2003，第369頁.
22. ↑  Hermes 1992，第470頁.
23. ↑  Hermes 1992，第471頁.
24. ↑  Hermes 1992，第471–473頁.
25. ↑  Hermes 1992，第474頁.
26. 1 2  McGibbon 1996，第343頁.
27. ↑  MacDonald 1986，第197頁.
28. ↑  Meid & Yingling 1972，第393頁.
29. 1 2  Chinese Military Science Academy 2000，第446頁.
30. ↑  McGibbon 1996，第344頁.
31. ↑  Horner 2005，第149頁.
32. ↑  Grey 1988，第192–193頁.
33. ↑  Johnston 2003，第368頁.
34. ↑  Meid & Yingling 1972，第363頁.
35. ↑  Meid & Yingling 1972，第268 & 384頁.
36. ↑  Meid & Yingling 1972，第364頁.
37. 1 2  Chinese Military Science Academy 2000，第575–576頁.
38. ↑  Hu & Ma 1987，第206–211頁.
39. ↑  Farrar-Hockley 1995，第367 & 373頁.
40. ↑  O’Neill 1985，第707頁.
41. ↑  Matthews 2003，第231頁.
42. ↑  O’Neill 1985，第260頁.
43. ↑  O’Neill 1985，第275–276頁.
44. ↑  Horner 2008，第78–79頁.
45. 1 2 3 4  Meid & Yingling 1972，第385頁.
46. 1 2 3 4 5 6 7  Horner 2005，第155頁.
47. ↑  Horner 2005，第79頁.
48. 1 2 3 4 5 6 7  Coulthard-Clark 2001，第269頁.
49. 1 2 3  Horner 1990，第448頁.
50. 1 2  O’Neill 1985，第278頁.
51. 1 2  Horner 2005，第157頁.
52. 1 2 3 4  Odgers 2000，第145頁.
53. 1 2 3 4  O’Neill 1985，第279頁.
54. ↑  Meid & Yingling 1972，第385–386頁.
55. 1 2 3  Meid & Yingling 1972，第386頁.
56. 1 2 3 4 5 6 7  McGibbon 1996，第345頁.
57. ↑  Matthews 2003，第233頁.
58. 1 2 3 4 5 6 7  Meid & Yingling 1972，第387頁.
59. ↑  Meid & Yingling 1972，第388頁.
60. 1 2 3 4 5  O’Neill 1985，第280頁.
61. ↑  Meid & Yingling 1972，第389頁.
62. ↑  Meid & Yingling 1972，第389–390頁.
63. 1 2 3 4 5  Meid & Yingling 1972，第390頁.
64. 1 2  O’Neill 1985，第281頁.
65. ↑  Matthews 2003，第232–233頁.
66. ↑  Horner 1990，第449頁.
67. 1 2  Horner 2008，第79頁.
68. 1 2 3  O’Neill 1985，第282頁.
69. ↑  Rodger 2003，第373頁.
70. ↑  O’Neill 1985，第276–280頁.
71. ↑  McGibbon 1996，第345–346頁.
72. 1 2  Horner 2005，第156頁.
73. ↑  MacDonald 1986，第222頁.
74. ↑  Johnston 2003，第369–370頁.
75. ↑  Horner 2005，第156–158頁.
76. ↑  Meid & Yingling 1972，第390–391頁.
77. ↑  Meid & Yingling 1972，第392頁.
78. ↑  Farrar-Hockley 1995，第383–384頁.
79. 1 2 3  McGibbon 1996，第346頁.
80. ↑  Meid & Yingling 1972，第391頁.
81. 1 2  Johnston 2003，第370頁.
82. 1 2 3  Odgers 2000，第147頁.
83. ↑  Meid & Yingling 1972，第394頁.
84. 1 2  McGibbon 1996，第348頁.
85. ↑  Meid & Yingling 1972，第445頁.
86. ↑  Kuring 2004，第244–245頁.
87. ↑  Grey 1988，第183頁.
88. ↑  Zhang 1995，第247頁.